# Norddeutscher Rundfunk
Norddeutscher Rundfunk (NDR) – regionalny publiczny nadawca radiowo-telewizyjny, obsługujący północne regiony Niemiec: landy Dolna Saksonia, Meklemburgia-Pomorze Przednie, Szlezwik-Holsztyn i miasto na prawach landu Hamburg. Zajmuje ważne miejsce wśród członków ARD: sytuuje się na pierwszym miejscu pod względem powierzchni obsługiwanego obszaru, drugie, jeśli chodzi o udział produkowanych przezeń programów w emisji głównego ogólnokrajowego kanału ARD, Das Erste, i trzeci co do liczby ludności. Specjalnością NDR są informacje – to właśnie w siedzibie stacji w Hamburgu znajduje się główny newsroom Das Erste, skąd nadawany jest m.in. czołowy niemiecki dziennik telewizyjny, Tagesschau. Inne studia znajdują się w Hanowerze dla Dolnej Saksonii, Kilonii dla Szlezwika-Holsztynu i Schwerinie dla Meklemburgii-Pomorza Przedniego.
16 lutego 1955 roku landy Dolnej Saksonii, Szlezwika-Holsztyna i Hansa Hamburg zawarły postanowienie o powstaniu Norddeutscher Rundfunk. 23 września 1955 wszedł w życie Traktat Państwowy o likwidacji i reorganizacji nadawania  Nordwestdeutscher Rundfunk (NWDR), który od 1 stycznia 1956 roku został podzielony na NDR oraz Westdeutscher Rundfunk (WDR). Obie stacje należą do powstałego 1 kwietnia 1956 roku Stowarzyszenia Nadawców Północno-Zachodnio-Niemieckich (NWRV) i jako osobne stacje uwzględnione są w ARD.
Najbardziej rozpoznawalnym programem stacji jest codzienny program informacyjny Tagesschau, który pojawił się 26 grudnia 1952 roku, jeszcze na antenie NWDR. Od 4 stycznia 1965 ruszyła telewizja NDR Fernsehen.  
Oprócz udziału w ogólnoniemieckich i międzynarodowych projektach ARD, NDR produkuje 9 kanałów radiowych i telewizję NDR, pełniącą w północnej części kraju rolę trzeciego programu telewizji publicznej. W Polsce kanał ten dostępny jest za pośrednictwem satelity Astra. Telewizja produkuje teletekst pod nazwą NDR Text.
Kanały radiowe NDR:
- NDR 90,3 (w Hamburgu)
- NDR 1 Niedersachsen (w Dolnej Saksonii)
- NDR 1 Welle Nord (w Szlezwiku-Holsztynie)
- NDR 1 Radio MV (w Meklemburgii-Pomorzu Przednim)
- NDR 2
- NDR Kultur
- NDR Info
- N-Joy (N-Joy-Radio)
- Nordwestradio
- NDR Blue (DAB)
- NDR Traffic (DAB)
- NDR Info Spezial (fale średnie, DAB)
- NDR Schlager